# Hyper Search
O Hyper Search é um método de análise de links para mecanismos de busca em computação. Foi criado pelo pesquisador italiano Massimo Marchiori.